# Noctuocoris conspurcatus
Noctuocoris conspurcatus är en insektsart som beskrevs av Schwartz och Stonedahl 1986. Noctuocoris conspurcatus ingår i släktet Noctuocoris och familjen ängsskinnbaggar. Inga underarter finns listade i Catalogue of Life.